# Дамьянович, Сретен
Сретен Дамьянович (род. 10 октября 1946, Белград) — югославский борец классического стиля, чемпион и призёр Средиземноморских игр, чемпионатов Европы и мира, участник летних Олимпийских игр 1968 и 1972 годов.

## Участие в Олимпиадах
Борьба за награды Олимпиады 1968 года в Мехико началась для Дамьяновича с ничьей с борцом из Южной Кореи Ким Ик Чоном. Во втором круге югослав одержал чистую победу над венгром Йожефом Ружняком. В следующей схватке Дамьянович был туширован советским борцом Романом Руруа и остался без наград Олимпиады.
На Олимпиаде 1972 года в Мюнхене первая схватка Дамьяновича с представителем ФРГ Манфредом Шёндорфером окончилась вничью. Следующая встреча с венгром Анталом Стеером завершилась победой югослава по очкам. В третьем круге Дамьянович одержал чистую победу над спортсменом из Марокко Мохамедом Бахаму. В следующей схватке он чисто проиграл японцу Такаси Тоноэ и остался за чертой призёров.